# Accalathura kensleyi
Accalathura kensleyi is een pissebed uit de familie Leptanthuridae. De wetenschappelijke naam van de soort is voor het eerst geldig gepubliceerd in 2008 door King.